# Łączkowscy herbu Zadora
Łączkowscy herbu Zadora – polski ród szlachecki wywodzący się z ziemi czerskiej dawnego województwa mazowieckiego.
Gniazdem rodowym była wieś Łączkowice, której dziedzicem już w roku 1579 był Piotr Łączkowski syn Andrzeja.
Źródła wspominają o dużej aktywności i mobilności przedstawicieli rodu. W 1782 r. Konstanty Łączkowski był chorążym wojsk koronnych, a w 1791 r. Aleksander Łączkowski burgrabią liwskim. Łączkowscy mieszkali również w Wielkopolsce oraz na terenach województwa lwowskiego. Filip Nero Łączkowski (1808-1889), prezes Towarzystwa Literackiego „Auska”, brał udział w powstaniu listopadowym, Felicja Łączkowska była nauczycielką, fundatorką i współorganizatorką bibliotek.